# Erzsébet Kocsis
Erzsébet Kocsis   (Győr, 11 de març de 1965) és una jugadora d'handbol hongaresa, ja retirada, que va competir durant les dècades de 1980 i 1990.
El 1996 va prendre part en els Jocs Olímpics d'Atlanta, on guanyà la medalla de bronze en la competició d'handbol. En el seu palmarès també destaca una medalla de plata al Campionat del món d'handbol de 1995. Entre 1986 i 1996 va jugar 125 partits amb la selecció nacional en què marcà 328 gols.
A nivell de clubs jugà al Győri ETO KC, (1982-1989), Dunaújvárosi (1989-1999) i Kiskőrösi KC (1999-2000). Amb el Dunaújvárosi guanyà la lliga i copa hongaresa de 1998 i 1999, la Recopa EHF de 1995, la Copa EHF de 1998 i la Lliga de Campions i la Supercopa d'Europa de 1999. El 2000 es retirà, però retornà breument a la competició en 2009 per ajudar el Dunaújvárosi que estava patint greus problemes econòmics.
El 1995 fou escollida millor jugadora femenina de l'any de l'IHF. La seva filla, Barbara Sári, també és jugadora professional d'handbol.